# Pla de Sant Miquel (Riner)
El Pla de Sant Miquel és un pla ocupat per camps de cultiu del poble de Santa Susanna, al municipi de Riner (Solsonès). Situat a una altitud d'uns 615 metres, es troba al sud del citat poble.